# Cogoleto
Cogoleto est une commune italienne d'environ 9 200 habitants située dans la ville métropolitaine de Gênes dans la région Ligurie dans le nord-ouest de l'Italie.

## Histoire
Une maison dite de « Christophe Colomb » est visible dans le bourg. Une plaque indique qu'il y est né.

## Administration
| Période                                  | Période | Identité | Étiquette | Qualité |
| ---------------------------------------- | ------- | -------- | --------- | ------- |
|                                          |         |          |           |         |
| Les données manquantes sont à compléter. |         |          |           |         |

### Hameaux
Lerca, Sciarborasca, Pratozanino

### Communes limitrophes
Arenzano, Sassello, Varazze

## Jumelage
- Biedenkopf (Allemagne)[2]